# Cappella della Casa Tommaso G. Walsh
Cappella della Casa Tommaso G. Walsh, tidigare Cappella Maestre Pie Filippini, är ett kapell i Rom, beläget vid Via Sangemini i suburbio Della Vittoria. Kapellet tillhör församlingen San Francesco d'Assisi a Monte Mario.

## Historia
Kapellet uppfördes på 1930-talet för kongregationen Maestre Pie Filippini, grundad av Lucia Filippini år 1692. Kapellet är inhyst i ett stort byggnadskomplex, i vilket kongregationen bland annat hade en skola. År 2009 stängdes skolan och byggnaderna blev istället ett gästhem och ett hem för kongregationens pensionerade systrar.

## Kommunikationer
- Busshållplats Fani M./Sangemini – Roms bussnät, linje 990